# 21409 Forbes
21409 Forbes è un asteroide della fascia principale. Scoperto nel 1998, presenta un'orbita caratterizzata da un semiasse maggiore pari a 2,2765286 UA e da un'eccentricità di 0,1235004, inclinata di 5,56574° rispetto all'eclittica.